# بليندا جونز (كاتبة)
بليندا جونز (بالإنجليزية: Belinda Jones)‏ (20 ديسمبر 1967، كنت في المملكة المتحدة)؛ كاتِبة وروائية بريطانية.